# Lytocaryum weddellianum
Lytocaryum weddellianum là loài thực vật có hoa thuộc họ Arecaceae. Loài này được (H.Wendl.) Toledo mô tả khoa học đầu tiên năm 1944.